# Barguna (zila)
Barguna (en bengalí: বরগুনা) es un zila o distrito de Bangladés que forma parte de la división de Barisal.
Comprende 5 upazilas en una superficie territorial de 1555 km² : Amtali, Bamna, Barguna Sadar, Betagi y Patharghata.
La capital es la ciudad de Barguna.

## Upazilas con población en marzo de 2011
- Amtali 270,802
- Bamna 79,564
- Barguna Sadar 261,343
- Betagi 117,145
- Patharghata 163,927

## Demografía
Según estimación 2010 contaba con una población total de 947805 habitantes.